# Asilus melanotarsus
Asilus melanotarsus är en tvåvingeart som först beskrevs av Lichtenstein 1796.  Asilus melanotarsus ingår i släktet Asilus och familjen rovflugor. Inga underarter finns listade i Catalogue of Life.